# ФК Билис
Фудбалски клуб Билис (алб. Klubi i Futbollit Bylis), познат и као Билис Балш (алб. Bylis Ballsh) је албански професионални фудбалски клуб који се тренутно такмичи у Суперлиги Албаније. Игра на стадиону Адуш Муча у граду Балш.

## Историја клуба
Клуб је основан 1972. године под именом Нови Балш (алб. Ballshi i Ri). Дуго се такмичио у нижим лигама, да би по први пут ушао у Суперлигу Албаније тек у сезони 1997/98, да би у сезони 1998/99. први пут учествовао у европском такмичењу, и то у квалификацијама за Куп УЕФА. Иако има велики број искрених навијача, ушао је у кризу, чији резулат су биле лоше игре тима и испадање најпре из Суперлиге Албаније, па и из Прве лиге Албаније. До опоравка долази у сезони 2006/07, када заузима прво место у другој лиги Албаније група Б, а у елиту се враћа 2008/09.

## Резултати у европским такмичењима
| Сезона  | Такмичење     | Рунда      | Држава   | Клуб                  | Код куће | У гостима |
| ------- | ------------- | ---------- | -------- | --------------------- | -------- | --------- |
| 1999/00 | Куп УЕФА      | 1 коло кв. | Словачка | ФК Интер Братислава   | 0-2      | 1-3       |
| 2000    | Интертото куп | 1 коло     | Румунија | Универзитатеа Крајова | 0-1      | 3-3       |